# Eburia octomaculata
Eburia octomaculata är en skalbaggsart som beskrevs av Louis Alexandre Auguste Chevrolat 1862. Eburia octomaculata ingår i släktet Eburia och familjen långhorningar.
Artens utbredningsområde är:
- Kuba.
- Guadeloupe.
- Dominica.

Inga underarter finns listade i Catalogue of Life.